# فريديريك آدم
فريديريك آدم (بالفرنسية: Frédéric Adam)‏ (11 أغسطس 1973 لوريان فرنسا - ) هو لاعب كرة قدم فرنسي، يلعب كلاعب وسط، لعب 282 مباراة وسجل 8 أهداف.

## مسيرته

### مسيرته مع الأندية
- 1993 - 1995 لعب مع ستاد رين 5 مباريات.
- 1995 - 1998 لعب مع نادي شاتورو 53 مباراة سجل خلالها هدفين.
- 1998 - 2006 لعب مع نادي تروا 176 مباراة سجل خلالها 6 أهداف.
- 2006 - 2008 لعب مع نادي غويونيون 48 مباراة.

## روابط خارجية
- فريديريك آدم على موقع قاعدة بيانات كرة القدم.إي يو (الإنجليزية)